# Korčulanski kotar
Korčulanski kotar je bio jedan od kotara u austrijskoj carskoj pokrajini Dalmaciji. Obuhvaćao je općine: ...  Prostirao se je 1900. godine na 590 km2.
1900. su godine u Korčulanskome kotaru živjela 27.352 stanovnika.